# جرج فرانسیس هاتز
جرج فرانسیس هاتز (به انگلیسی: George Francis Hotz) (زاده ۲ اکتبر ۱۹۸۹)، که با نام مستعار Geohot نیز شناخته می‌شود، یک هکر جوان آمریکایی است که توانست آیفون و پلی استیشن ۳ را هک کند.

## هک آیفون
هاتز با هک کردن و شکستن قفل محصولات شرکت اپل از جمله گوشی آیفون به شهرت رسید. او  در سال ۲۰۰۷ با جیلبریک کردن آیفون بر اساس شبکه ای‌تی اند تی، اجازه داد تا کاربران به راحتی قفل روی دستگاه خود را باز کرده و سیم کارت‌های مختلف را در آن قرار دهند.

## هک پلی استیشن
تقریباً نزدیک به چهار سال از عرضهٔ کنسول پلی استیشن۳ توسط شرکت سونی گذشته بود و در طی این مدت تیم‌های کوچک و بزرگی از هکرها به شیوه‌های متفاوتی ادعا می‌کردند کنسول پلی استیشن ۳ سونی را هک کرده‌اند، ولی تمامی آن‌ها به طوری در مرحله‌ای از کار چه با موفقیت و به بدون موفقیت به دلیل امنیت بسیار بالای چند لایه کنسول با شکست مواجه شدند و موفق نشدند کار هک پلی استیشن۳ را تکمیل کنند. جورج هاتز کسی بود که برای اولین بار با روش ابداعی خود توانست به کدهای هسته پلی استیشن ۳ دست یابد. شاه کلیدی که به واسطه آن هکرهای دیگر موفق شدند هوم بریوهایی عرضه کنند تا بتوانند کدهای غیرقانونی را روی هسته پلی استیشن ۳ اجرا کنند و نتیجه چیزی شد که به آن جیلبریک پلی استیشن (به انگلیسی:PS Jailbreak) گفته می‌شد. با انتشار کدهای هسته پلی استیشن ۳ توسط جورج هاتز، کار برای کنسول سونی تمام شد. این ضربه به قدری غیرقابل پیش‌بینی بود که کمپانی سونی از او به همراه هکتور کانترو (Hector Cantero)، اسون پیتر (Sven Peter) و حدود ۱۰۰ نفر دیگر که روی هک این کنسول فعالیت کرده بودند به دادگاه شکایت کرد. این افراد بیشتر در قالب گروهی به نام FFail0verflow شناخته شده بودند. همان گروهی که با همکاری جورج هاتز فریمورهای متعددی برای پلی استیشن ۳ منتشر کردند.